# 金禄永
金 禄永（キム・ノギョン、朝鮮語: 김녹영/金祿永、1924年12月8日 - 1985年7月10日）は、大韓民国のジャーナリスト、政治家。第8・9・10・12代韓国国会議員、第12代国会副議長。
本貫は蔚山金氏。号は白愚（ペグ、백우）。金 録永（読み同じ、김록영/金錄永）という表記も見られる。

## 経歴
全羅南道長城郡生まれ。全南大学校大学院卒。政界入りまでは大韓独立促成青年連盟中央委員、大韓青年団組織部長・統合委員（1949年）、木浦日報光州分室長（1952年）、国防部政訓局事務官などを務めた。1949年8月8日にYWCAで韓青執行委員会議を開催した。
1956年に民主党に入党し、全南道党総務組織宣伝部長を務めた。1959年に常任委員兼全羅南道長城地区党委員長、1960年に新民党総務、第3代全羅南道議会議員、4・19革命同志会指導委員を歴任した。1961年の5・16軍事クーデター以降は軍事延長反対闘争をしたため、光州矯導所に投獄された。1963年の第6代総選挙では光州市乙区から立候補したが落選した。その後は新民党中央党務委員、全南道党副委員長、光州乙区党委員長を歴任した。1965年には韓日協定反対闘争委員会全羅南道宣伝分科委員長を務めた。1969年には3選改憲反対国民闘争委員会全南宣伝委員長を務めた。1971年の第8代総選挙では光州市乙区から新民党所属で立候補して当選した。1972年の10月維新の後は陸軍保安司令部に連行され拷問を受けた。1973年に柳珍山の路線に反発して民主統一党に入党しスポークスマンを務め、翌年に政策委員会議長などを歴任した。1973年の第9代総選挙では光州市選挙区から民主統一党所属で立候補し当選した。1974年に民主統一党政策委員会議長を務めた。1978年の第10代総選挙では民主統一党の候補として光州市選挙区に立候補して当選した。1979年に民主統一党副総裁になった。1980年の5・17内乱の直後、中央情報部に連行されて拷問を受け、国会議員職を辞退した。1980年8月14日に始まった金大中内乱陰謀事件にも巻き込まれて軍法会議に起訴され、1981年の第11代総選挙に立候補できなくなった。1984年5月18日、金泳三をはじめとする政治活動が禁止された野党政治家が集まって民主化推進協議会を結成し、金は常任運営委員を務めた。1984年11月30日に規制から解禁され政治活動を再開し、1985年1月18日の新韓民主党創党大会で5人の副総裁の1人に選出された。1985年2月12日の第12代総選挙では新韓民主党候補として光州市西区選挙区に立候補して当選した。1985年5月13日より野党側の国会副議長を務めた。金の政治活動は民主主義の守護と反独裁闘争で一貫しており、5・18民主化運動の真相究明にも努力した。
国会副議長在任中の1985年7月10日に病気により東京都内の東京女子医科大学病院で死去。享年61。